# Anne Kingsbury Wollstonecraft
Anne Kingsbury Wollstonecraft (Rindge, 29 de octubre de 1781 - Matanzas, 16 de mayo de 1828) fue una botánica, naturalista, ilustradora botánica y defensora de los derechos de la mujer estadounidense, activa en la Cuba colonial a principios del siglo XIX.

## Familia
Anne Kingsbury nació el 29 de octubre de 1781 en Rindge, New Hampshire. Sus padres fueron Benjamin Kingsbury y Abigail Sawin (1748-1793). Se casó con Charles Wollstonecraft, cuya hermana, Mary Wollstonecraft, alcanzó la fama en Gran Bretaña como filósofa, autora y defensora de los derechos de la mujer. Mary Wollstonecraft era la madre de Mary Shelley, autora de Frankestein, de quien Anne Kingsbury era por tanto tía. Además, otro de sus sobrinos por matrimonio fue Edward Wollstonecraft, un exitoso hombre de negocios en la Australia colonial temprana. 

## Carrera
Tras la muerte de su esposo en 1817, Anne Wollstonecraft se mudó a Matanzas, Cuba. Mientras estuvo allí, estudió la flora de la isla y, a mediados de la década de 1820, creó un extenso manuscrito ilustrado, Especímenes de plantas y frutos de la isla de Cuba, un importante recurso para el estudio de la historia natural en la época colonial de Cuba. Pudo publicar varios de sus descubrimientos botánicos durante su vida, muchos bajo el seudónimo de D'Anville. Una carta fue publicada en Boston Monthly Magazine. Sin embargo, aunque envió el manuscrito casi terminado a un editor meses antes de su muerte, Los especímenes de plantas y frutos de la isla de Cuba nunca fue publicado. Además de dibujos y descripciones de plantas, el manuscrito también incluyó registros de sus usos indígenas. Las más de 120 ilustraciones, que muestran las descripciones científicas y el relato de su investigación, ofrecen un panorama completo sobre la vida natural de Cuba. Claramente, A. K. Wollstonecraft era una persona culta y con formación en botánica linneana. Siguiendo las convenciones científicas, las ilustraciones muestran la vegetación, los ciclos de vida y sus disecciones de partes reproductivas. Su trabajo partía de la observación directa y la producción de bocetos, que después completaba con el añadido del color a través de la acuarela. Ciertamente, si se hubiera publicado, su obra podría haberse convertido en una referencia sobre la flora cubana sin precedentes.
Si bien Wollstonecraft dedicó la mayor parte de sus escritos a la botánica y la ecología, también escribió en apoyo de los derechos de las mujeres, incluido The Natural Rights of Women, también publicado en Boston Monthly Magazine. Wollstonecraft murió el 16 de mayo de 1828.

## Legado
Los estudiosos pensaban que el manuscrito de Wollstonecraft en tres volúmenes, Especímenes de plantas y frutos de la isla de Cuba, era una obra perdida. Había referencias sobre el mismo, pero nadie lo había visto. Había sido donada a la Universidad de Cornell en 1923 por un miembro de la facultad que era descendiente de su familia, pero debido a que las primeras referencias a la obra identificaron erróneamente el nombre del autor, no se reconoció su importancia. Se localizó y se apreció su importancia en marzo de 2018 mediante el proceso de digitalización. Ahora está disponible para verlo o descargarlo en línea a través de la Biblioteca digital HathiTrust, cortesía de la Biblioteca de la Universidad de Cornell.